# うたううあ
『うたううあ』は、UAのコンピレーション・アルバム。2004年3月3日発売。

## 概要
NHK教育テレビの音楽番組「ドレミノテレビ」で放送された楽曲の中から20曲と、オリジナル・カラオケ15曲を収録した2枚組。
当初は、コピーコントロールCDで発売されたが、2007年12月19日に、CDで再発売された。

## 収録曲
特記なしは、ううあのソロ曲。

### Disc 1
1. もりのくまさん（ううあ、ともとも）
2. 春がきた
3. きらきらぼし
4. マーチングマーチ
5. ひらいたひらいた
6. TWINKLE TWINKLE LITTLE STAR（ううあ、ドレミノコドモ）
7. てぃんさぐぬ花（ううあ、大島保克）
8. アイアイ（ううあ、ともとも、はるはる、ドレミノコドモ）
9. グリーングリーン
10. うみ
11. ドレミミズンド（ううあ、ともとも、はるはる、ドレミノコドモ）
12. 山の音楽家（ううあ、ドレミノコドモ）
13. 月の沙漠
14. 森のこびと（ううあ、ドレミノコドモ）
15. まっかな秋
16. おもちゃのチャチャチャ（ううあ、ともとも、ドレミノコドモ）
17. りんごのひとりごと
18. ゆき（ううあ、ドレミノコドモ）
19. シャローム
20. 手のひらを太陽に（ううあ、ともとも、はるはる、ドレミノコドモ）

### Disc 2
1. ドレミノオープニング
2. もりのくまさん（インスト）
3. きらきらぼし（インスト）
4. マーチングマーチ（インスト）
5. TWINKLE TWINKLE LITTLE STAR（インスト）
6. アイアイ（インスト）
7. グリーングリーン（インスト）
8. ドレミミズンド（インスト）
9. ドレミノインターミッション
10. 山の音楽家（インスト）
11. 月の沙漠（インスト）
12. 森のこびと（インスト）
13. まっかな秋（インスト）
14. おもちゃのチャチャチャ（インスト）
15. ゆき（インスト）
16. シャローム（インスト）
17. 手のひらを太陽に（インスト）
18. ドレミノエンディング

## リリース日一覧
| 地域 | リリース日     | レーベル          | 規格     | 規格品番     | 備考 |
| ---- | -------------- | ----------------- | -------- | ------------ | ---- |
| 日本 | 2004年3月3日   | SPEEDSTAR RECORDS | CCCDx2   | VICL-61307/8 |      |
| 日本 | 2007年12月19日 | SPEEDSTAR RECORDS | 12cmCDx2 | VICL-62708/9 |      |

### uaua.jp
- うたううあ | DISCO | UA  –  ディスコグラフィー

### SPEEDSTAR RECORDS
- UA | うたううあ（Disc-1)  –  ディスコグラフィー

### その他
- うたううあ - 歌ネット
- うたううあ - Discogs (発売一覧)